# Svend Andresen
Svend Jørgen Gerner Andresen (ur. 20 maja 1950 w Kopenhadze) – duński piłkarz występujący na pozycji obrońcy.

## Kariera klubowa
Andresen karierę rozpoczynał w sezonie 1969 w pierwszoligowym zespole B 1903. W sezonach 1969, 1970 oraz 1976 wywalczył z nim mistrzostwo Danii, a w sezonie 1972 wicemistrzostwo Danii. W 1976 roku przeszedł do niemieckiego Eintrachtu Trewir, grającego w 2. Bundeslidze. Zadebiutował w niej 14 sierpnia 1976 w przegranym 0:2 meczu z Homburgiem. W Eintrachcie spędził dwa sezony. W tym czasie rozegrał tam 48 spotkań.
W 1979 roku Andresen wrócił do B 1903. W sezonie 1979 zdobył z nim Puchar Danii, po czym zakończył karierę.

## Kariera reprezentacyjna
W reprezentacji Danii Andresen zadebiutował 19 maja 1970 w przegranym 0:2 towarzyskim meczu z Polską. W 1972 roku został powołany do kadry na Letnie Igrzyska Olimpijskie, zakończone przez Danię na drugiej rundzie. W latach 1970–1975 w drużynie narodowej rozegrał 23 spotkania.